# هنری رنو
هنری رنو (انگلیسی: Henri Regnault; ۳۱ اکتبر ۱۸۴۳ – ۱۹ ژانویهٔ ۱۸۷۱) نقاش اهل فرانسه بود.
وی همچنین برندهٔ جوایزی همچون جایزه بزرگ رم شده‌است.